# Arnold Loyacano
Arnold 'Deacon' Loyacano (13 augustus 1889 – Louisiana, oktober 1962) was een Amerikaanse jazzcontrabassist en -pianist van de New Orleans jazz en de Chicago-jazz.

## Biografie
Loyacano speelde in New Orleans met Papa Jack Laine en ging vroeg in 1915 naar Chicago met Tom Brown als een van de eerste jazzmuzikanten. Hij speelde bij de New Orleans Rhythm Kings als voorganger van Steve Brown. Van 1919 tot 1953 was hij op het gebied van de jazz betrokken bij vier opnamesessies.

## Overlijden
Arnold Loyacano overleed in oktober 1962 op 72-jarige leeftijd.
- Bibliothèque nationale de France: cb13948807h (data)
- International Standard Name Identifier: 0000 0000 0307 7813
- Library of Congress Control Number: n2017053634
- MusicBrainz: 01003e87-67e3-4797-ad7b-2acff9cdb217
- Virtual International Authority File: 12145542604396642429
- WorldCat: E39PCjMkkhFc7DWv4PfgHvcTMd